# Wajaale

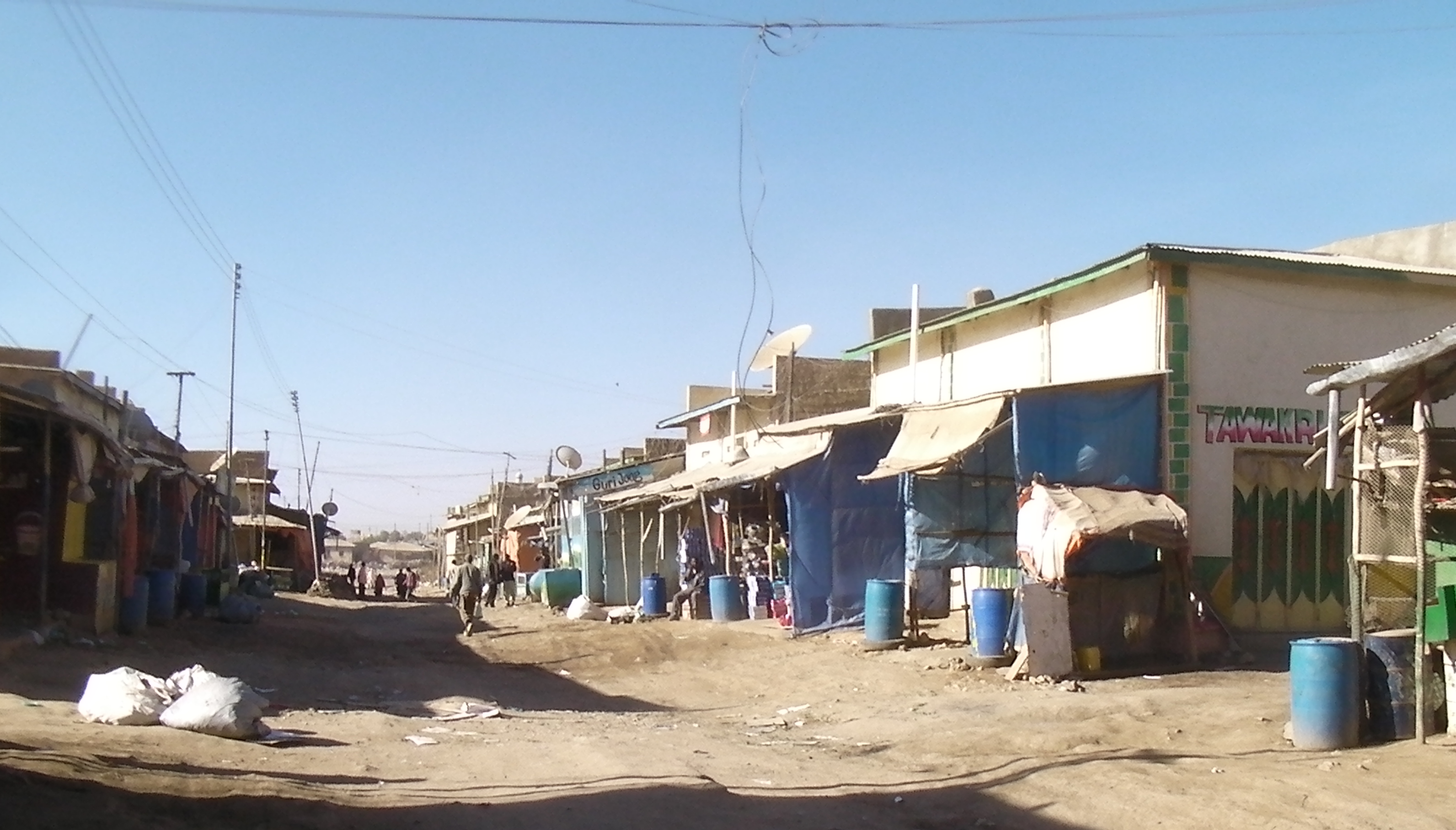
En gata i Somaliländska delen av staden.

Wajaale (somaliska: Wajaale, arabiska: وجالي ) är en stad i Maroodijeex-provinsen i Somaliland. Staden är också en gränsstad mellan Somaliland och Etiopien. 
Wajaale är en viktig stad för Somaliland och Etiopien för att den gränsar mellan länderna. Den ligger i Maroodijeex-provinsen i Somalilands västra del. Den har ungefär 60 000 invånare och i distriktet den som den ligger i bor det ungefär 80 000.